# Dioscorea itapirensis
Dioscorea itapirensis är en enhjärtbladig växtart som beskrevs av Reinhard Gustav Paul Knuth. Dioscorea itapirensis ingår i släktet Dioscorea och familjen Dioscoreaceae. Inga underarter finns listade i Catalogue of Life.